# Kieswetboek
Het Kieswetboek van 12 april 1894 bepaalt in België wie gerechtigd is te kiezen, wie er kandidaat kan zijn en hoe de verkiezingen in België worden georganiseerd en is van toepassing op de Europese, Federale en Regionale verkiezingen.
Eerder was er het Kieswetboek van 18 mei 1872, dat een samenvoeging was van de Kieswet van 3 maart 1831 en de electorale delen van de Provinciewet van 1836 en de Gemeentewet van 1836.

## Stemgerechtigde kiezers
Sinds 1948 is het universeel enkelvoudig kiesrecht van toepassing in België: elke volwassen kiesgerechtigde persoon (man of vrouw) van de Belgische nationaliteit heeft 1 stem. Men is stemgerechtigd vanaf de leeftijd van 18 jaar en men kan zich vanaf de leeftijd van 21 jaar verkozen worden in het federale Parlement.
In België is er kiesplicht.
Er is slechts een beperkt aantal uitzonderingen op het recht om te stemmen : volgens Art. 6. van de kieswet] beschrijft hen die definitief van hun kiesrecht werden uitgesloten : Art. 6. Van het kiesrecht zijn definitief uitgesloten en tot de stemming mogen niet worden toegelaten zij die levenslang ontzet zijn van de uitoefening van het kiesrecht door veroordeling. Niet elke veroordeling impliceert dat iemand ontzet wordt uit de uitoefening van zijn kiesrecht, daartoe moet de rechter een specifieke formule in zijn vonnis opnemen en moet deze maatregel in de strafmaat voorzien zijn door het strafwetboek.
Art. 7 van de kieswet beschrijft de tijdelijk onbekwamen, daaronder vallen :
- gerechtelijk onbekwaamverklaarden, statuut van verlengde minderjarigheid en geïnterneerden, wiens kiesontzetting ophoudt als hun onbekwaamheid ophoudt.
- door veroordeling tijdelijk ontzet uit de uitoefening van hun kiesrecht
- ter beschikking van de Regering gestelde (door een gerechtelijk vonnis)

## Organisatie
1. De kiezerslijsten worden opgesteld door het college van burgemeester en schepenen, (een taak die meestal wordt toegewezen aan de ambtenaren van burgerlijke stand, die ook verantwoordelijk zijn voor de bevolkingsregisters, het administreren van geboorten, huwelijken en overlijdens, en de toegang tot het centraal strafregister)
2. Indeling van de kiezers en stembureaus :
  1. Verkiezingen voor de Kamer van volksvertegenwoordigers worden gehouden per kieskring volgens een toe te voegen lijst (de kieskringen vallen daarin samen met de provincies: Antwerpen, Henegouwen, Limburg, Luik, Luxemburg, Namen, Oost-Vlaanderen, Waals-Brabant, West-Vlaanderen en Vlaams-Brabant en het provincieloze arrondissement Brussel-Hoofdstad)
  2. Verkiezingen voor de Senaat worden georganiseerd op basis van 3 kieskringen: de Vlaamse kieskring (alle arrondissementen van het Vlaamse Gewest uitgenomen Halle-Vilvoorde), de Waalse kieskring (alle arrondissementen van het Waalse Gewest) en de kieskring Brussel-Halle-Vilvoorde (met het arrondissement Brussel Hoofdstad en het arrondissement Halle-Vilvoorde) kieswet[1] art 87 & 87bis. De zetels worden verdeeld op basis van en herverdeling van de kieskringen in kiescolleges (een Nederlands en een Frans), waarbij de kiezers via hun stem kiezen tot welk kiescollege ze behoren.
  3. In de hoofdplaats van elke kieskring (voor de Kamer) wordt een hoofd kiesbureau samengesteld, voorgezeten door de voorzitter van de Rechtbank van Eerste Aanleg (4 bijzitters en 4 plaatsvervangers). Voor de Senaat wordt een Collegekiesbureau samengesteld (in Mechelen en Namen)voorgezeten door de voorzitter van de Rechtbank van Eerste Aanleg (4 bijzitters, 4 plaatsvervangers en een secretaris), en in elke provincie een provinciehoofdbureau.
  4. in elk kieskanton wordt een kantonhoofdbureau, stemopnemingsbureaus en stembureaus opgezet. De kantonhoofdbureaus worden voorgezeten door de voorzitter van de Rechtbank van Eerste Aanleg of de Vrederechter, zij wijzen de voorzitters en bijzitters aan van de stemopnemingsbureaus en stembureaus.
3. bijzonderheden inzake de stemlokalen en stembureaus
  1. In de vergaderzalen van de kiesbureaus en in de stemlokalen mag niemand zich gewapend aanbieden, er mogen ook geen gewapende machten (militairen, politieagenten enz.) in de buurt van stemlokalen worden opgesteld tenzij die worden opgevorderd door de voorzitter van het bureau.
  2. behoudens de kiezers de leden van het kiesbureau of personen die de toelating hebben van de voorzitter mogen er zich geen vreemde personen in het stemlokaal bevinden.
  3. personen die zich in het stemlokaal bevinden mogen geen blijken geven van goedkeuring of van hun politieke voorkeuren.
4. partijen kandidaten en lijsten
  1. voordrachten van kandidaten gebeuren bij de voorzitter van de kieskring of van het collegehoofdbureau, elke voordrachtslijst voor de kamer moet ondertekend worden door ten minste 500 kiezers, voor de Senaat door 5000 kiezers
  2. de partijen worden

mmers toegekend door loting
1. stemverrichtingen
  1. de kieswet bepaald hoe een kieslokaal er moet uitzien
  2. kandidaten kunnen getuigen aanwijzen om de kiesverrichtingen in de stem- of stemopnemingsbureaus te volgen.
  3. kiezers worden toegelaten van 8-13 uur (tot 15 uur) voor geautomatiseerde kiesbureaus
  4. kiezers moeten hun identiteitskaart en oproepingsbrief (eventueel ook een volmacht) meebrengen (maar de voorzitter mag kiezers toelaten te stemmen als aan de hand van hun identiteitskaart komt vast te staan dat zij kiesgerechtigd zijn).
  5. personen met een lichaamsgebrek mogen zich door iemand naar het stemhokje laten begeleiden
  6. geldig stemmen kan door een lijststem (boven de lijst) een naamstem (bij een kandidaat) of meerdere naamstemmen (bij kandidaten van eenzelfde lijst), in het geval dat een lijststem wordt gecombineerd met een of meer naamstemmen (binnen dezelfde lijst)wordt geen rekening gehouden met de lijststem,
  7. het aanbrengen van lijststemmen of naamstemmen bij kandidaten van verschillende lijsten (het panacheren) is verboden, alsook het aanbrengen van merktekens (met de duidelijke bedoeling het stembiljet herkenbaar te maken) op het stembiljet maakt het stembiljet ongeldig, indien dit accidenteel gebruikt kan de kiezer een nieuw stembiljet vragen aan de voorzitter, die het beschadigde biljet vernietigd
2. tellen van de stemmen
  1. gebeurt in de zgn stemopnemingsbureaus, een bureau telt maximaal 2400 stemmen.
  2. eerst telt men het totaal aantal stembiljetten
  3. dan verdeeld men de stemmen per lijst (lijststemmen en naamstemmen), twijfelachtige en blanco stemmen
  4. dan beoordeeld men de twijfelachtige stemmen in geldig of ongeldig (ongeldige stemmen zijn : andere stembiljetten, stembiljetten met meer dan 1 lijststem of naamstemmen voor kandidaten van verschillende lijsten of een lijststem en een of meer naamstemmen voor kandidaten van een andere lijst, stembiljetten waarvan de vorm werd veranderd (hoekje afgescheurd), of die een papier of voorwerp bevatten of waarop een merkteken teken is aangebracht dat de kiezer herkenbaar moet maken).
  5. dan telt men blanco en ongeldige stembiljetten, en het aantal stembiljetten per lijst (dat wil zeggen ongeacht of het om een lijststem gaat of een of meerdere naamstemmen); het aantal stembiljetten per lijst bepaald de zetelverdeling per lijst.
  6. dan telt men per lijst de stemmen per kandidaat.

### Zetelverdeling volgens lijsten
1. Volgens Art. 165 worden volgende lijsten toegestaan om deel te nemen aan de zetelverdeling (voor Kamer en Senaat)
  1. Voor de kamer : lijsten die minimaal 5% van de geldig uitgebrachte stemmen in een kieskring heeft gehaald (niet van toepassing in Brussel-Halle-Vilvoorde)
  2. Voor de Senaat : lijsten die minimaal 5% van de geldig uitgebrachte stemmen in een kiescollege heeft gehaald
2. dan wordt het aantal stembiljetten per lijst gebruikt om met de Methode-D'Hondt de zetelverdeling per lijst op te maken.
  1. Indien een lijst meer zetels zou verkrijgen dan er kandidaten en opvolgers zijn, worden de niet toegekende zetels gevoegd bij die welke aan de andere lijsten toekomen.
  2. Wanneer een zetel met evenveel recht aan verscheidene lijsten toekomt, wordt hij toegekend
    1. aan de lijst met het hoogste stemcijfer
    2. aan de kandidaat die de meeste naamstemmen heeft verkregen
    3. de oudste kandidaat

### Zetelverdeling volgens kandidaten
Aan de hand van de zetelverdeling per lijst worden de zetels toegekend aan de kandidaten.
Art. 172 van de kieswet bepaalt dat Wanneer het aantal kandidaat-titularissen van een lijst gelijk is aan het aantal zetels dat aan die lijst toekomt, zijn al die kandidaten gekozen.
In het andere geval worden de zetels toegekend aan de kandidaten in volgorde van het aantal behaalde voorkeurstemmen (anders in volgorde van voordracht).
Eerst gebeurt er een overdracht van de helft van het aantal stembiljetten (ten gunste van de volgorde van voordracht van de kandidaten) aan de eerst voorgedragen kandidaat. Elke lijst heeft een verkiesbaarheidscijfer (het totaal aantal stembiljetten gedeeld door het aantal toegekende zetels) dat wil zeggen het aantal stemmen nodig voor het behalen van een zetel.
- Indien de eerste voorgedragen kandidaat meer naamstemmen dan het verkiesbaarheidscijfer heeft behaald wordt hem een zetel toegekend (of er worden uit de overgedragen lijststemmen stemmen bijgeteld voor de toekenning van een zetel) en draagt men de overschot van de overgedragen lijststemmen over aan de volgende kandidaat, dat is
  - ofwel de tweede voorgedragen kandidaat (indien de tweede kandidaat meer stemmen heeft dan het verkiesbaarheidscijfer)
  - ofwel de kandidaat met het hoogste aantal naamstemmen
- Indien de volgende kandidaat meer naamstemmen heeft dan het verkiesbaarheidscijfer kent men hem een zetel toe (of er worden uit de overgedragen lijststemmen stemmen bijgeteld voor de toekenning van een zetel) daarna draagt men de overschot lijststemmen weer over naar de volgende kandidaat, dat is
  - ofwel de volgende voorgedragen kandidaat (indien deze kandidaat meer stemmen heeft dan het verkiesbaarheidscijfer)
  - ofwel de kandidaat met het hoogste aantal naamstemmen

en zo verder tot de zetels zijn verdeeld.
De volgorde van de opvolgers wordt op dezelfde wijze bepaald (hetgeen van belang is voor het opvolgen van kandidaten die hun mandaat niet opnemen of minister worden of de assemblee verlaten.